# Żebropław groszkówka

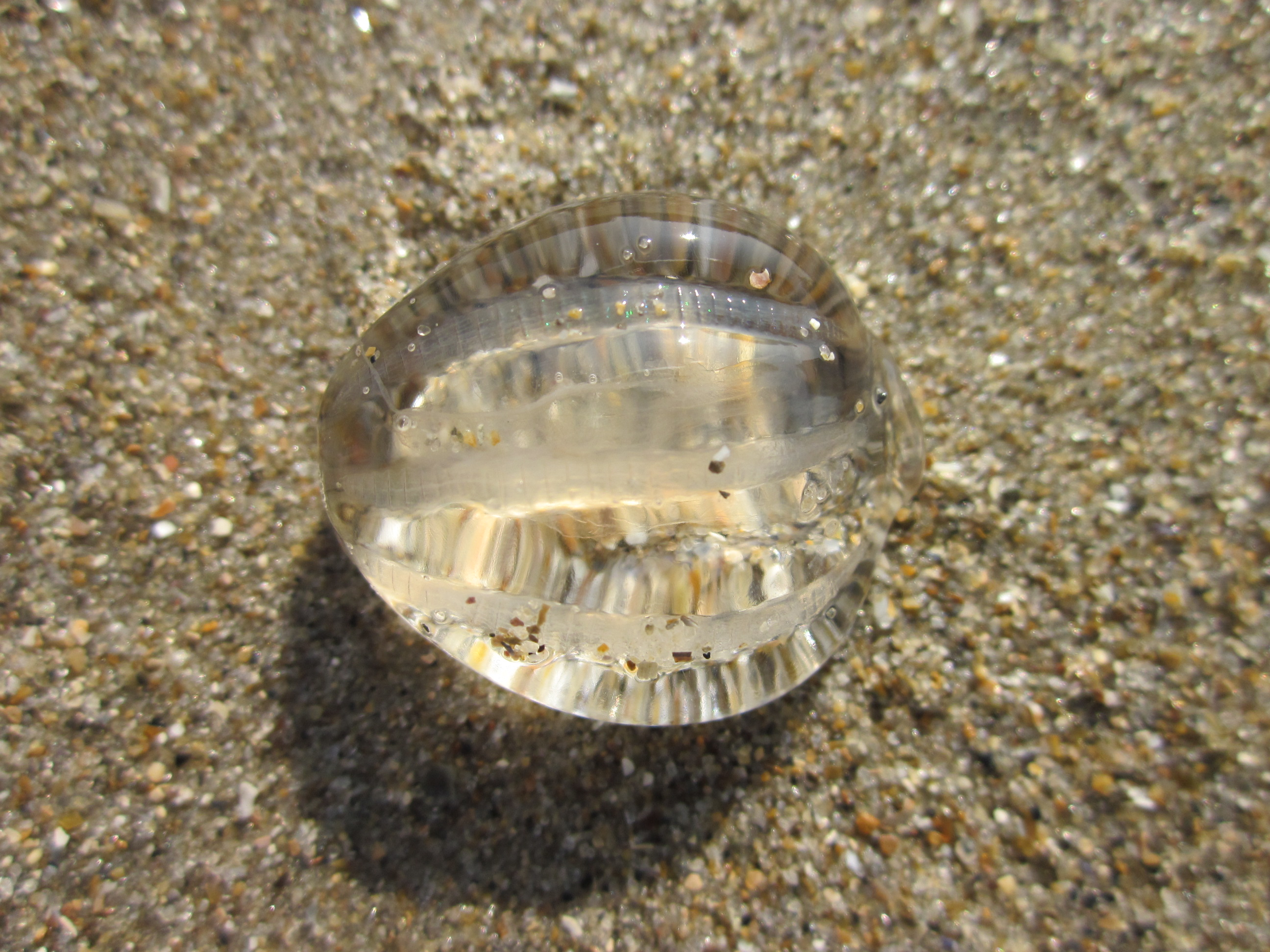
Żebropław groszkówka na brzegu w Belgii

Żebropław groszkówka (Pleurobrachia pileus) – jedyny gatunek żebropława, naturalnie zamieszkujący Morze Bałtyckie (drugim jest zawleczony Mnemiopsis leidyi). Zwierzę posiadające zdolność bioluminescencji.
Ciało żebropława groszkówki jest idealnie przezroczyste, zbliżone do kuli. Wzdłuż niego biegnie 8 żeberek, czyli rzędów ruchomych płytek wiosełkowatych, upodabniających zwierzę do owocu agrestu – stąd w wielu językach żebropław ten zwany jest "morskim agrestem". Płytki wiosełkowate są głównym narządem ruchu groszkówki. Żebropław ten ponadto wyposażony jest w 2 bardzo długie czułki łowne, zwane arkanami, do których przylepia się zdobycz czasem dwa razy większa od drapieżnika. Są to głównie różne zwierzęta planktoniczne, ale także larwy ryb. Groszkówka dorasta do 3 cm długości; w Bałtyku maksymalna średnica to ok. 1 cm.
Żebropław groszkówka posiada w Morzu Bałtyckim prawdopodobnie 2 pokolenia: zimujące, odbywające rozród wiosną, oraz letnie, rozmnażające się jesienią. Liczba jaj wynosi do kilku tysięcy na jedno zwierzę. Larwy o średnicy 1-2 mm występują przede wszystkim zimą i wiosną. Szczególną cechą groszkówki, spotykaną jednak też u wielu innych żebropławów, jest dwukrotne dojrzewanie płciowe. Po raz pierwszy zwierzęta te dojrzewają wkrótce po wylęgnięciu z jaj, gdy mają rozmiary (w morzach pełnosłonych) 0,5-1,5 mm. Niedługo potem gonady ulegają jednak redukcji, by powtórnie rozwinąć się u okazów już wyrośniętych.
Żebropław groszkówka jest zwierzęciem planktonowym, w Bałtyku pospolitym w strefie głębszego pelagialu. Do rodzaju Pleurobrachia należy również 11 innych gatunków.